# Hannes Genze
Hannes Genze (16 de noviembre de 1981) es un deportista alemán que compitió en ciclismo de montaña en la disciplina de campo a través. Ganó una medalla de oro en el Campeonato Europeo de Ciclismo de Montaña en Maratón de 2005.

## Medallero internacional
| Campeonato Europeo | Campeonato Europeo      | Campeonato Europeo | Campeonato Europeo |
| Año                | Lugar                   | Medalla            | Competición        |
| ------------------ | ----------------------- | ------------------ | ------------------ |
| 2005               | Frammersbach (Alemania) | Medalla de oro     | Campo a través     |